# Florideophyceae incertae sedis
Florideophyceae incertae sedis, crvene alge iz 7 rodova (17 vrsta) s nesigurnim statusom unutar razreda Florideophyceae, poddivizija Eurhodophytina.

## Rodovi
1. Bosworthia C.Walcott 1
2. Entocolax Reinsch  1
3. Gracilariocolax Weber Bosse   5
4. Herpophyllum J.Agardh    ¸1
5. Peyssonneliopsis Setchell & Lawson  1
6. Pseudochantransia F.Brand  7
7. Tiarophora J.Agardh 1